# Дейвід Дрейк
Дейвід Дрейк (англ. David Drake; 24 вересня 1945 — 10 грудня 2023) — американський письменник у жанрі воєнної наукової фантастики.

## Біографія
Дрейк закінчив Університет Айови за спеціальністю історія (з відзнакою) та латинська мова. Був членом братства Phi Beta Kappa. Його навчання у школі права Університету Дюка було перервано на два роки, коли його призвали до армії США. Він служив рядовим 11-го бронетанкового кавалерійського полку (полку Чорних коней) у В'єтнамі та Камбоджі. Разом із Карлом Едвардом Вагнером та Джимом Гросом він був одним із ініціаторів створення невеликого видавництва Carcosa.

## Праці
Його найвідоміша робота — серія військової наукової фантастики Hammer's Slammers. Його серія "Republic of Cinnabar Navy " — це космічні опери, натхненні серією Обрі-Метюріна . Протягом 1997 року Дрейк розпочав свою найбільшу фантастичну серію «Володар островів», використовуючи елементи шумерської релігії та середньовічних технологій. У 2007 році Дрейк закінчив серію дев'ятим томом.
Дрейк співпрацював із такими письменниками, як Карл Едвард Вагнер, С. М. Стірлінг та Ерік Флінт. Дрейк також брав участь у серії «Герої в пеклі».
Сюжети Дрейка часто використовують історію, літературу та міфологію. Починаючи з Northworld у 1990 році він загалом пояснював передісторію кожної книги у післямові чи передмові. Крім того, сюжети Дрейка часто включають змагання політичних систем. 

Деякі роботи Дрейка доступні для безкоштовного завантаження у Baen Free Library.